# 莱莉撞击坑
莱莉（英語：Riley）是金星上的一个撞击坑。
该撞击坑直径25公里(16英里)，坑底地面低于周边平原580米(1914英尺)，而撞击坑边缘口高出周边平原620米(2046英尺)，较坑底高1200米(3960英尺)。撞击坑内的中央峰高度为536米(1769英尺)。由于撞击坑的直径40倍于它的深度，从而造成相对较浅的外观形象。